# Reserva Cultural de Klippan
A Reserva Cultural de Klippan (em sueco: Klippans kulturreservat) é uma pequena área ribeirinha do bairro de Majorna, na cidade sueca de Gotemburgo, em redor das ruínas da antiga Fortaleza de Alvsburgo, palco de inúmeras guerras no século XVI.
Fica situada na margem sul do rio Gota, junto ao pilar da Ponte de Alvsburgo, e foi utilizada como área portuária desde o século XV. No século XVII era o cais das ligações fluviais com a ilha de Hisingen, no outro lado do Gota. No século XVIII era o importante cais de chegada e desembarque das cargas da Companhia Sueca das Índias Orientais. Para além das ruínas da fortaleza de Älvsborg, inclui ainda o atual restaurante Sjömagasinet, antigo alojamento da citada Companhia Sueca das Índias Orientais, o edifício monumental da antiga Fábrica do Açúcar (Sockerbruket), a antiga Fábrica de Cerveja (Carnegies porterbryggeri), a galeria de arte Ankarsmedjan, a Capela de Santa Brígida (Sankta Birgittas kapell), a antiga Escola de Klippan (Klippans skolhus), e a legendária Pedra Vermelha (Röda Sten), na proximidade da atual Casa de Arte da Röda Sten.  
Devido à sua localização num território, que era uma autêntica terra de ninguém, disputada por dinamarqueses, noruegueses e suecos, Klippan mudou várias vezes de nacionalidade, acabando por ficar nas mãos do Reino da Suécia.